# Michael Rogers

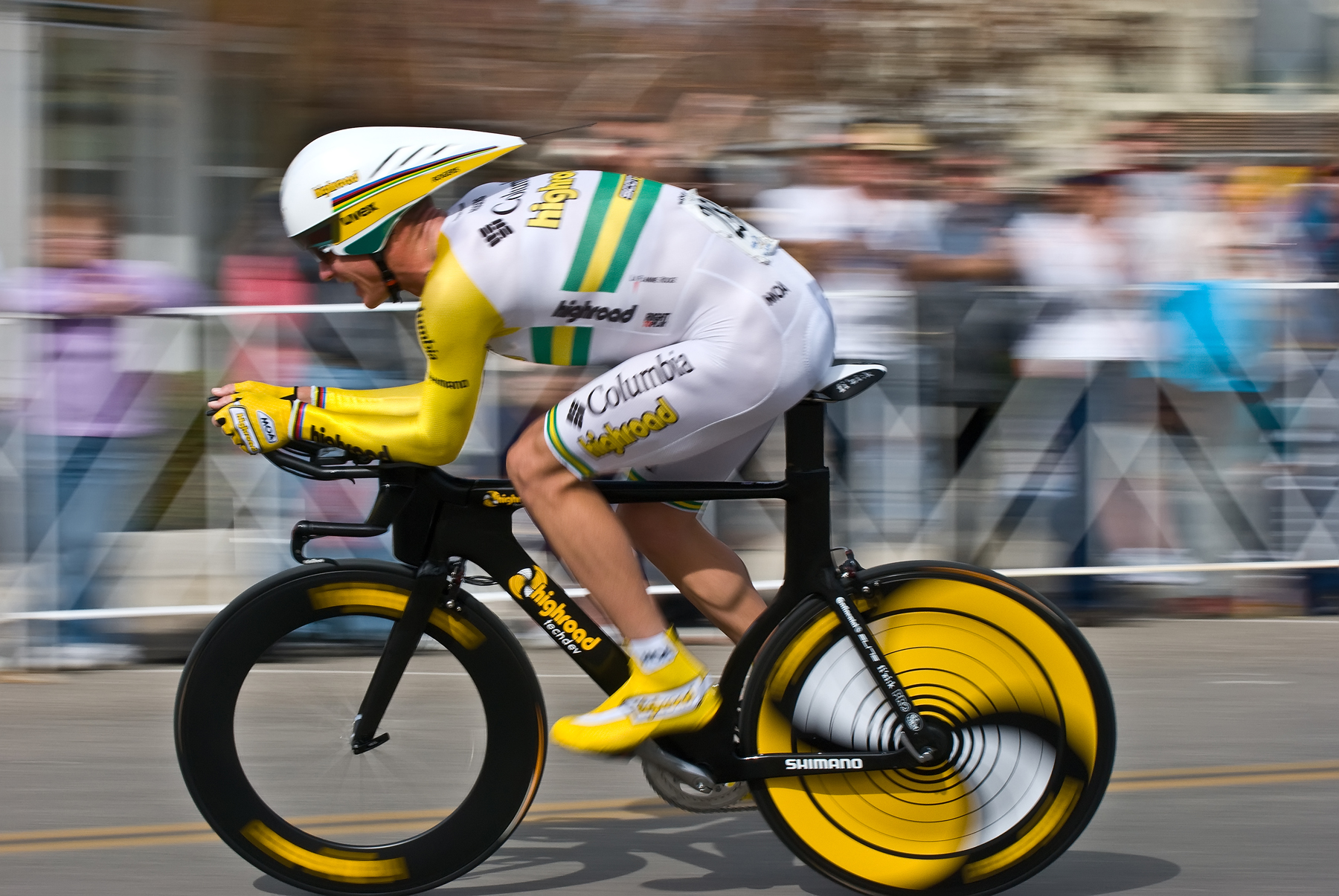
Michael Rogers under Tour of California 2009.

Michael Rogers, född 20 december 1979 i Barham, New South Wales, är en australisk professionell tävlingscyklist. Han blev professionell med Mapei-Quick Step 2001 och tävlar för Tinkoff-Saxo sedan 2013.

## Karriär
Michael Rogers är mest känd för att ha vunnit tre världsmästerskapstitlar i tempolopp – 2003, 2004 och 2005. 2003 slutade han tvåa men fick guldmedaljen efter det att britten David Millar erkänt dopning. Rogers slutade tvåa i U23-världsmästerskapens tempolopp 1999 efter spanjoren José Iván Gutiérrez. Ett år senare slutade han trea i tempoloppet efter Jevgenij Petrov och Fabian Cancellara.
Rogers betraktades länge som en som skulle kunna vinna Tour de France, men han har haft svårt att leva upp till förväntningarna i de stora etapploppen. 2006 kom hans bästa resultat då han blev 10:a.
Michael Rogers vann de australiska nationsmästerskapens tempolopp 2009. Han slutade på andra plats i nationsmästerskapens linjelopp bakom Peter McDonald. Senare under säsongen slutade han trea på etapp 2 av Tour of California bakom de amerikanska cyklisterna Thomas Peterson och Levi Leipheimer. Han slutade Tour of California på tredje plats bakom Levi Leipheimer och David Zabriskie. Den då 30-årige cyklisten slutade på fjärde plats på etapp 6, ett tempolopp, av Baskien runt bakom spanjorerna Alberto Contador, Antonio Colóm och Samuel Sanchez. Under Giro d'Italia 2009 slutade Michael Rogers på fjärde plats på etapp 8 bakom Kanstantsin Siŭtsoŭ, Edvald Boasson Hagen och Danilo Di Luca.
Rogers vann två etapper under Giro d’Italia 2014, innan han ställde upp i Tour de France samma år där han vann etapp 16.

## Meriter
- Världsmästerskapens tempolopp – 2003, 2004, 2005
- Nationsmästerskapens tempolopp 2009
- Tour Down Under 2002
- Belgien runt 2003
- Route du Sud 2003
- Deutschland Tour 2003
- Vuelta a Andalucía 2010
- Tour of California 2010
- Tour de France, 1 etapp (2014)
- Giro d'Italia, 2 etapper (2014)

## Privatliv
Rogers bor i Minore, Italien, med sin italienska fru. Han är bror till Peter Rogers som var professionell mellan 1994 och 1999.

## Stall
- Mapei-Quick Step 2001–2002
- Quick Step 2003–2005
- T-Mobile Team 2006–2007
- Team Columbia-High Road 2008–2010
- Team Sky 2011–2012
- Team Tinkoff-Saxo 2013–